# Francisco Queipo de Llano y Acuña
Francisco de Queipo de Llano y Acuña Álvarez de las Asturias Bohórquez y Gómez de la Torre, XI conde de Toreno, grande de España (Madrid, 25 de agosto de 1927-Madrid, 27 de febrero de 2002), fue un militar (oficial de Caballería), político y empresario español.

## Vida
Estudió en la Academia Militar de Zaragoza, obteniendo en 1950 el despacho de teniente de Caballería. Licenciado en Ciencias Políticas por la Universidad de Madrid, fue presidente de la Cruz Roja Española y gobernador civil de Palencia y Navarra durante la dictadura franquista.

### Presidente de Cruz Roja
Como presidente de la Cruz Roja fundó la Cruz Roja del Mar, la Cruz Roja de Asuntos Sociales, la Cruz Roja de la Juventud y los puestos de socorro en carretera (Socorro y Emergencia en carretera). En su gestión se incluía también la posibilidad de realizar el Servicio Militar en la Cruz Roja.

## Condecoraciones
Obtuvo la Gran Cruz del Mérito Civil, Gran Cruz de la Orden Imperial del Yugo y la Flechas y de la Cruz Roja Mexicana.